# Homeland (televisieserie)
Homeland is een Amerikaanse televisieserie die van start ging in 2011 en wordt uitgezonden op de zender Showtime in de Verenigde Staten. De serie is bedacht door Howard Gordon (24) en Alex Gansa en wordt geproduceerd door Fox 21 en Showtime Originals. De serie is gebaseerd op de Israëlische televisieserie Hatufim, ook bekend als Prisoners of War, welke bedacht is door Gideon Raff. Claire Danes speelt in de serie Carrie Mathison, een CIA-agent die ervan overtuigd is dat een Amerikaanse marinier een spion is voor Al Qaida. Deze marinier is acht jaar lang krijgsgevangene geweest van Al Qaida en is in de ogen van de CIA een bedreiging voor de nationale veiligheid.
De serie ging in de Verenigde Staten op 2 oktober 2011 in première. Op 11 februari 2018 werd het zevende seizoen vrijgegeven. Het achtste en laatste seizoen werd begin 2020 uitgezonden.
In Nederland werd de serie vanaf het eerste seizoen door BNN uitgezonden. In België begon 2BE vanaf 7 januari 2013 met het uitzenden van Homeland. De serie was eveneens tot 31 december 2021 te zien op Netflix. Momenteel is de serie te bekijken op Disney+.

## Verhaal

### Seizoen 1
Nadat Carrie Mathison in Irak een illegale operatie heeft uitgevoerd wordt ze geschorst en overgeplaatst naar de afdeling Contraterrorisme van de CIA in Langley, Virginia. Tijdens die illegale operatie in Irak, werd ze gewaarschuwd door een informant dat een Amerikaanse krijgsgevangene was overgelopen naar Al Qaida.
Als ze op een dag voor een spoedzitting naar Langley wordt geroepen, krijgt ze de informatie dat Nicholas Brody, een Amerikaanse Sergeant Marinier, is gered tijdens een Delta Force Operatie in een gebouw van Abu Nazir. Carrie gelooft heilig dat Nicholas de krijgsgevangene is voor wie haar informant haar gewaarschuwd heeft. De Amerikaanse overheid en de CIA zien de marinier echter als een oorlogsheld. Carrie realiseert zich dat het een vrijwel onmogelijke taak is om haar superieuren te overtuigen.
Carrie benadert de enige persoon binnen de CIA die ze kan vertrouwen, Saul Berenson. Zij moeten nu samenwerken om Brody in de gaten te houden en een aankomende terroristische aanslag op Amerikaans grondgebied te voorkomen.

### Seizoen 2
Na haar inzinking aan het einde van het vorige seizoen, werkt Carrie Mathison niet langer voor de CIA. Toch wordt er opnieuw om haar hulp gevraagd, wanneer blijkt dat een belangrijke informant enkel met haar in zee wil gaan. Carrie, Saul Berenson en hun team doen een inval bij een groep terroristen gelinkt aan Abu Nazir. In het gebouw treffen ze een videotape aan waarop Nicholas Brody een aanslag opeist. Brody, intussen lid van het Amerikaanse Congres, wordt opgepakt door de CIA en verplicht om hen te helpen met het vinden van Abu Nazir, anders wacht hem een levenslange gevangenisstraf.
Abu Nazir komt erachter dat Brody in zee is gegaan met de CIA en ontvoert Carrie Mathison. In ruil voor haar vrijlating dient Brody ervoor te zorgen dat vicepresident Walden kan worden vermoord. Niet veel later doet de CIA een inval en wordt Abu Nazir om het leven gebracht. Door het hele voorval zijn Carrie en Brody weer naar elkaar toe gegroeid. Wanneer de breuk tussen Brody en zijn vrouw definitief lijkt, denken hij en Carrie eraan om samen een nieuw leven te beginnen.
Carrie Mathison en Nicholas Brody wonen de herdenkingsplechtigheid voor de overleden vicepresident bij. Wanneer ze zich even afzonderen om over hun toekomst te praten, merkt Nicholas op dat zijn auto verplaatst is. Dan volgt een enorme explosie, waarbij niet minder dan 200 mensen, onder wie CIA-baas David Estes, om het leven komen. Ook Carrie en Brody worden als dood beschouwd, maar niets is minder waar. Wanneer op televisie de opeisvideo van Brody verschijnt en die aan deze bomaanslag wordt gekoppeld, smokkelt Carrie hem het land uit. Intussen komt Saul Berenson, net teruggekeerd van de begrafenis van Abu Nazir, poolshoogte nemen bij het CIA-kwartier. Hij lijkt opgelucht te reageren wanneer hem wordt verteld dat Estes en waarschijnlijk ook Brody zijn omgekomen. Hij zondert zich af en zegt het Joodse gebed Kaddisj. Zijn gezicht vertrekt wanneer een vrouwenstem zijn naam roept; hij draait zich om en ziet Carrie verschijnen. Dat maakt hem blij.

### Seizoen 3
Nicholas Brody is hoofdverdachte nummer een na de bomaanslag tegen de CIA. Carrie tracht voor de Senaat haar betrokkenheid te ontkennen, maar lijkt weinig kanten uit te kunnen. Bovendien zorgt Saul - die voorlopig de leiding over de CIA op zich neemt - ervoor dat ze in een psychiatrische instelling wordt opgesloten. Niet veel later zorgt een terroristisch netwerk onder leiding van Majid Javadi voor de vrijlating van Carrie. In ruil vragen ze haar expertise voor een wraakactie tegen de CIA, maar Carrie speelt uiteindelijk dubbel spel en licht Saul in. Javadi wordt gevat en gaat ermee akkoord als CIA-spion in Iran te gaan fungeren. Vlak voor zijn vertrek krijgt Carrie van Javadi te horen dat volgens zijn bronnen Brody niets met de bomaanslag te maken had.
Brody zelf bevindt zich het eerste deel van dit seizoen op de achtergrond. Hij duikt tussendoor in één aflevering op, waarin te zien is hoe hij zwaargewond in een Venezolaanse sloppenwijk wordt opgevangen. Na zijn herstel wil hij verder reizen, maar dat verhinderen zijn gastheren: zij schuwen geen geweld om hem in gevangenschap te houden. Na verloop van tijd komt Saul hem op het spoor en wordt hij vrijgekocht. Saul zorgt ervoor dat Brody weer wordt opgelapt en stuurt hem als CIA-huurmoordenaar naar Iran. Het gezin van Brody is intussen meer verscheurd dan ooit. Dana heeft er een mislukte zelfmoordpoging op zitten en verbleef een tijdje in de psychiatrie, waar ze een foute vriend heeft gemaakt. Jessica's pogingen om het onbezorgde leven van haar gezin en vooral haar dochter te herstellen, lijken tevergeefs.
De operatie in Iran lijkt goed te verlopen en Brody slaagt erin de Iraanse militaire leider te vermoorden, waarna Javadi diens functie overneemt. Terwijl Carrie probeert om Brody de grens over te krijgen, onthult ze dat ze zwanger is van hem. Wanneer ze even later in een schuilplaats uitrusten in afwachting van hun CIA-escorte, worden ze plots omsingeld door Iraanse militaire troepen. Brody wordt meegenomen en even later krijgt Carrie te horen dat hij ter dood is veroordeeld. Ze is er de nacht nadien getuige van hoe hij publiekelijk wordt verhangen. Vier maanden later loopt Carrie op het einde van haar zwangerschap en krijgt ze van de nieuwe CIA-baas Lockhart de leiding over de CIA-basis in Istanboel aangeboden. Ze grijpt deze kans met beide handen aan en wil haar kind na de geboorte afstaan om zich volledig op haar werk te kunnen storten. Saul is intussen niet langer werkzaam bij de CIA en zegt ook niet de ambitie te hebben om ooit terug te keren, al geloven zijn collega's Dar en Carrie hier niets van.

### Seizoen 4
Het vierde seizoen speelt zich af in Pakistan en Afghanistan, met Carrie Mathison als hoofd van het CIA-station in Kabul. Carrie geeft opdracht voor een luchtaanval op een boerderij in Pakistan waar de gezochte terrorist Haissam Haqqani zich zou bevinden. Op dat moment is er een bruiloft gaande en Pakistaanse autoriteiten zijn kwaad nadat er een filmpje van de aanslag op het internet verschijnt. Sandy Bachman (Corey Stoll), het hoofd van het CIA-station in Islamabad, had Carrie van informatie voorzien en wordt door de media aangewezen als verantwoordelijke. Wanneer hij zonder bescherming in Islamabad is, wordt hij uit zijn auto gesleurd en door een boze menigte gedood.
Carrie wordt het nieuwe hoofd van het CIA-station in Islamabad en gaat dit tot op de bodem uitzoeken. Samen met Peter Quinn en Fara Sherazi spoort ze de maker van het filmpje op, Aayan Ibrahim, geneeskundestudent en neefje van Haqqani. Hij vertelt hen dat hij bedreigd werd door ISI-agent Farhad Ghazi en dat zijn oom nog in leven is. Wanneer Saul na een bezoek in Islamabad op weg is naar Washington, komt hij Ghazi op het vliegveld tegen. Hij besluit hem te volgen, maar wordt met verdovingsmiddelen buiten bewustzijn gebracht.
Carrie belooft Aayan dat de CIA hem kan beschermen en hij krijgt de kans om zijn studie in Londen af te ronden. Vlak voor vertrek wordt Carrie ontvoerd door onbekende figuren. Aayan vertrekt naar zijn oom in de hoop daar een manier te vinden om naar Londen te gaan. Onderhand blijkt dat de ontvoering van Carrie in scène is gezet en dat ze hem met een drone volgt. Wanneer Aayan zijn oom Haqqani eindelijk heeft bereikt, blijkt dat Haqqani wist dat Aayan door de CIA gevolgd werd. Haqqani schiet zijn neefje dood en laat aan de camera van de drone zien dat hij Saul gevangengenomen heeft.
In verband met Sauls ontvoering komt CIA-baas Andrew Lockhart naar Pakistan voor een spoedvergadering met de Pakistaanse autoriteiten, de CIA en Martha Boyd, de ambassadeur. Hij beschuldigt de ISI ervan banden met Haqqani te hebben. Onderhand spioneert Dennis, de man van Martha, voor een vrouw genaamd Tasneem, die banden met Haqqani en Ghazi heeft. In opdracht van Tasneem breekt Dennis in bij Carrie en verwisselt haar medicijnen met andere medicijnen. Carrie begint te hallucineren en later wordt ze gevangengenomen. Uiteindelijk denkt ze Brody zelfs te zien. Haqqani zendt een videoboodschap uit en in ruil voor gevangenen van de CIA wil Haqqani Saul vrijlaten. Saul weet te ontsnappen maar wordt later opnieuw gevangengenomen. Onderhand ontdekt Carrie dat Dennis Boyd met haar medicijnen gerommeld heeft.
Carrie probeert Dennis te verhoren, maar wanneer zijn vrouw daarachter komt, wordt hij vrijgelaten. Wanneer Martha echter vindt dat hij zich verdacht gedraagt, laat ze hem arresteren. Saul wordt uitgewisseld voor een aantal gevangenengenomen terroristen, maar op weg naar de ambassade wordt de auto van Saul en Carrie aangevallen. Martha ontdekt dat Dennis had verraden dat er een ondergrondse tunnel naar het ambassadegebouw loopt. Samen met een groep gewapende mannen weet Haqqani via de tunnel het ambassadegebouw binnen te dringen. De Pakistaanse regering probeert de aanval te stoppen, maar de ISI blijkt samen te werken met Haqqani. Terwijl Quinn erin slaagt om Carrie en Saul te redden, heeft Haqqani inmiddels een lijst met CIA-contacten uit een kluis in de ambassade bemachtigd en Fara gedood. Uit wraak ontvoert Quinn Ghazi en staat op het punt hem te martelen. Carrie wordt door het Witte Huis opgedragen om Quinn op te sporen.
Carrie krijgt een bericht van haar zus dat hun vader overleden is. Quinn weet de locatie van Haqqani te achterhalen en vraagt Aayans vriendin Kiran om de videobeelden waarop te zien is hoe Haqqani Aayan doodschiet op internet te zetten. Als gevolg verzamelt zich een boze menigte voor Haqqani's schuilplaats. Tasneem stuurt als reactie een groep aanhangers van Haqqani erheen om de boze menigte weg te jagen. Quinn mengt zich in de menigte. Hij is van plan een bom in de menigte te laten ontploffen wanneer Haqqani naar buiten komt om zijn aanhangers te begroeten. Hij wordt echter tegengehouden door Carrie, die ook aanwezig is. Ze krijgt de kans om hem neer te schieten, maar ziet daarvan af wanneer blijkt dat Sauls kennis Dar Adal in Haqqani's auto zit. Adal legt uit dat hij een deal met Haqqani heeft gesloten. Haqqani gaat van de dodenlijst van de CIA af en in ruil daarvoor helpt Haqqani geen terroristen meer met onderduiken.

### Seizoen 5
In seizoen 5 werkt Carrie in Duitsland als Chief Security Officer bij de Düring Foundation, een grote organisatie onder leiding van de schatrijke Otto Düring (gespeeld door Sebastian Koch), een filantroop die het tijdens de naziperiode door zijn familie verkregen kapitaal gebruikt om wereldwijd mensen te helpen, onder wie de vluchtelingen in het Midden-Oosten. Carrie heeft een nieuwe man en voedt samen met hem haar kind op in een huisje net buiten Berlijn. Saul Berenson is de directeur van de CIA binnen Europa en Dar Adal is de directeur van de CIA. Peter Quinn leeft nog en is net terug uit Syrië. Hij is nu een huurmoordenaar voor de CIA. Enkele scènes van dit seizoen spelen zich af in Amsterdam, maar werden opgenomen in het Holländisches Viertel in Potsdam.

### Seizoen 6
Het zesde seizoen speelt zich enige maanden na het vorige seizoen af. Carrie is terug in de Verenigde Staten en woont, met haar dochter, in Brooklyn, New York. Ze werkt voor een organisatie die zich inzet voor moslims in de Verenigde Staten. In dit seizoen wordt een vrouw verkozen tot president van de Verenigde Staten. Het verhaal vindt plaats tussen de dag van de verkiezingen en de inauguratie.

### Seizoen 7
Als het seizoen begint werkt Carrie niet langer voor het Witte Huis. Ze woont bij haar zuster Maggie en zet zich in voor de vrijlating van de 200 medewerkers van de inlichtingendiensten die in opdracht van president Keane werden gearresteerd.

### Seizoen 8
In het laatste seizoen is Saul Berenson aangesteld als Nationaal veiligheidsadviseur voor de onlangs aangetreden President Ralph Warner en is toegewezen aan het vredesoverleg met de Taliban in Afghanistan. Carrie Matthison is herstellende van haar brute gevangenschap in Rusland. Saul vraagt Carrie om deel te nemen aan zijn missie in Afghanistan, maar ondertussen wordt Carrie in de gaten gehouden en verdacht van spionage voor de Russische geheime dienst door haar contact met Jevgeney Gromov.

## Rolverdeling

### Hoofdrollen
| Acteur            | Personage        | Seizoen | Seizoen | Seizoen | Seizoen | Seizoen | Seizoen | Seizoen | Seizoen | Totaal |
| Acteur            | Personage        | 1       | 2       | 3       | 4       | 5       | 6       | 7       | 8       | Totaal |
| ----------------- | ---------------- | ------- | ------- | ------- | ------- | ------- | ------- | ------- | ------- | ------ |
| Claire Danes      | Carrie Mathison  | 12 afl. | 12 afl. | 12 afl. | 12 afl. | 12 afl. | 12 afl. | 12 afl. | 12 afl. | 96     |
| Mandy Patinkin    | Saul Berenson    | 12 afl. | 12 afl. | 11 afl. | 11 afl. | 12 afl. | 12 afl. | 12 afl. | 12 afl. | 94     |
| Rupert Friend     | Peter Quinn      |         | 9 afl.  | 10 afl. | 12 afl. | 12 afl. | 12 afl. |         |         | 55     |
| F. Murray Abraham | Dar Adal         |         | 2 afl.  | 10 afl. | 4 afl.  | 11 afl. | 11 afl. | 1 afl.  |         | 39     |
| Maury Sterling    | Max Piotrowski   | 5 afl.  | 5 afl.  | 3 afl.  | 6 afl.  |         | 8 afl.  | 10 afl. | 8 afl.  | 37     |
| Damian Lewis      | Nicholas Brody   | 12 afl. | 12 afl. | 12 afl. | 1 afl.  |         |         |         | 1 afl.  | 37     |
| Morena Baccarin   | Jessica Brody    | 12 afl. | 12 afl. | 5 afl.  |         |         |         |         |         | 29     |
| Morgan Saylor     | Dana Brody       | 10 afl. | 12 afl. | 6 afl.  |         |         |         |         |         | 28     |
| Jackson Pace      | Chris Brody      | 10 afl. | 10 afl. | 4 afl.  |         |         |         |         |         | 24     |
| David Harewood    | David Estes      | 12 afl. | 12 afl. |         |         |         |         |         |         | 24     |
| Elizabeth Marvel  | Elizabeth Keane  |         |         |         |         |         | 12 afl. | 12 afl. |         | 24     |
| Diego Klattenhoff | Mike Faber       | 8 afl.  | 9 afl.  | 1 afl.  |         |         |         |         |         | 18     |
| Tracy Letts       | Andrew Lockhart  |         |         | 9 afl.  | 8 afl.  |         |         |         |         | 17     |
| Sarita Choudhury  | Mira Berenson    | 3 afl.  | 1 afl.  | 8 afl.  | 3 afl.  |         | 1 afl.  |         |         | 16     |
| David Marciano    | Virgil Maravich  | 7 afl.  | 6 afl.  | 3 afl.  |         |         |         |         |         | 16     |
| Navid Negahban    | Abu Nazir        | 7 afl.  | 6 afl.  | 1 afl.  |         |         |         |         |         | 14     |
| Nazanin Boniadi   | Fara Sherazi     |         |         | 6 afl.  | 8 afl.  |         |         |         |         | 14     |
| Nina Hoss         | Astrid           |         |         |         | 1 afl.  | 8 afl.  | 4 afl.  |         |         | 13     |
| Linus Roache      | David Wellington |         |         |         |         |         | 1 afl.  | 12 afl. |         | 13     |
| Jamey Sheridan    | William Walden   | 5 afl.  | 7 afl.  |         |         |         |         |         |         | 12     |
| Miranda Otto      | Allison Carr     |         |         |         |         | 12 afl. |         |         |         | 12     |
| Sebastian Koch    | Otto Düring      |         |         |         |         | 10 afl. | 1 afl.  |         |         | 11     |
| Jake Weber        | Brett O'Keefe    |         |         |         |         |         | 6 afl.  | 5 afl.  |         | 11     |
| Sarah Sokolovic   | Laura Sutton     |         |         |         |         | 10 afl. |         |         |         | 10     |
| Alexander Fehling | Jonas Hollander  |         |         |         |         | 10 afl. |         |         |         | 10     |
| Morgan Spector    | Dante Allen      |         |         |         |         |         |         | 9 afl.  |         | 9      |
| Laila Robins      | Martha Boyd      |         |         |         | 8 afl.  |         |         |         |         | 8      |

### Bijrollen
| Acteur            | Personage        | Seizoen | Seizoen | Seizoen | Seizoen | Seizoen | Seizoen | Seizoen | Totaal |
| Acteur            | Personage        | 1       | 2       | 3       | 4       | 5       | 6       | 7       | Totaal |
| ----------------- | ---------------- | ------- | ------- | ------- | ------- | ------- | ------- | ------- | ------ |
| Amy Hargreaves    | Maggie Mathison  | 5 afl.  | 1 afl.  | 2 afl.  | 4 afl.  |         |         | 7 afl.  | 19     |
| Hrach Titizian    | Danny Galvez     | 8 afl.  | 7 afl.  |         |         |         |         |         | 15     |
| Shaun Toub        | Majid Javadi     |         |         | 6 afl.  |         |         | 4 afl.  |         | 10     |
| Zuleikha Robinson | Roya Hammad      |         | 9 afl.  |         |         |         |         |         | 9      |
| Nimrat Kaur       | Tasneem Qureshi  |         |         |         | 9 afl.  |         |         |         | 9      |
| Mark Ivanir       | Ivan Krupin      |         |         |         |         | 7 afl.  |         | 2 afl.  | 9      |
| Atheer Adel       | Numan            |         |         |         |         | 9 afl.  |         |         | 9      |
| C.J. Wilson       | Porteous Belli   |         |         |         |         |         | 9 afl.  |         | 9      |
| James Rebhorn     | Frank Mathison   | 2 afl.  | 2 afl.  | 4 afl.  |         |         |         |         | 8      |
| Timothée Chalamet | Finn Walden      |         | 8 afl.  |         |         |         |         |         | 8      |
| Michael O'Keefe   | John Redmond     |         |         |         | 8 afl.  |         |         |         | 8      |
| Chris Chalk       | Tom Walker       | 6 afl.  |         | 1 afl.  |         |         |         |         | 7      |
| Suraj Sharma      | Aayan Ibrahim    |         |         |         | 6 afl.  | 1 afl.  |         |         | 7      |
| Mark Moses        | Dennis Boyd      |         |         |         | 7 afl.  |         |         |         | 7      |
| Raza Jaffrey      | Aasar Khan       |         |         |         | 7 afl.  |         |         |         | 7      |
| Numan Acar        | Haissam Haqqani  |         |         |         | 7 afl.  |         |         |         | 7      |
| Allan Corduner    | Etai Luskin      |         |         |         |         | 6 afl.  | 1 afl.  |         | 7      |
| Alireza Bayram    | Qasim            |         |         |         |         | 7 afl.  |         |         | 7      |
| René Ifrah        | Bibi Hamed       |         |         |         |         | 7 afl.  |         |         | 7      |
| Taylor Kowalski   | Xander           | 4 afl.  | 2 afl.  |         |         |         |         |         | 6      |
| Tim Guinee        | Scott Ryan       |         | 1 afl.  | 5 afl.  |         |         |         |         | 6      |
| Shavani Seth      | Kiran            |         |         |         | 6 afl.  |         |         |         | 6      |
| Erol Afsin        | Utku             |         |         |         |         | 6 afl.  |         |         | 6      |
| Patrick Sabongui  | Reda Hashem      |         |         |         |         |         | 6 afl.  |         | 6      |
| Marin Ireland     | Aileen Morgan    | 4 afl.  | 1 afl.  |         |         |         |         |         | 5      |
| Marc Menchaca     | Lauder Wakefield | 1 afl.  | 4 afl.  |         |         |         |         |         | 5      |
| Valerie Cruz      | Joy Mendez       |         | 5 afl.  |         |         |         |         |         | 5      |
| William Abadie    | Alan Bernard     |         |         | 5 afl.  |         |         |         |         | 5      |
| Micah Hauptman    | Mills            |         |         |         |         | 5 afl.  |         |         | 5      |
| Sebastian Hülk    | Hans Podolski    |         |         |         |         | 5 afl.  |         |         | 5      |
| Dominic Fumusa    | Ray Conlin       |         |         |         |         |         | 5 afl.  |         | 5      |
| Talia Balsam      | Cynthia Walden   |         | 4 afl.  |         |         |         |         |         | 4      |
| Sam Underwood     | Leo Carras       |         |         | 4 afl.  |         |         |         |         | 4      |
| J. Mallory McCree | Sekou Bah        |         |         |         |         |         | 4 afl.  |         | 4      |
| Yousef Sweid      | Hasan Ibrahim    | 1 afl.  |         |         |         |         |         |         | 1      |

## Afleveringen
| Seizoen | Aantal afleveringen | Uitgezonden (Showtime)               | Uitgezonden (BNN-VARA)             | Uitgezonden                    |  |
| ------- | ------------------- | ------------------------------------ | ---------------------------------- | ------------------------------ |  |
| 1       | 12                  | 12 oktober 2011 – 18 december 2011   | 1 januari 2012 – 18 maart 2012     | 7 januari 2013 – 25 maart 2013 |  |
| 2       | 12                  | 30 september 2012 – 16 december 2012 | 24 maart 2013 – 9 juni 2013        |                                |  |
| 3       | 12                  | 29 september 2013 – 15 december 2013 | 8 december 2013 – 23 februari 2014 |                                |  |
| 4       | 12                  | 5 oktober 2014 – 21 december 2014    | 4 januari 2015 – 22 maart 2015     |                                |  |
| 5       | 12                  | 4 oktober 2015 – 20 december 2015    | 9 oktober 2015 – 25 december 2015  |                                |  |
| 6       | 12                  | 15 januari 2017 – 9 april 2017       | 29 januari 2017 – 23 april 2017    |                                |  |
| 7       | 12                  | 11 februari 2018 – 29 april 2018     | 31 maart 2018 – 16 juni 2018       |                                |  |
| 8       | 12                  | 9 februari 2020 – 26 april 2020      | 5 april 2020 – 21 juni 2020        |                                |  |